# Trichoscelia varia
Trichoscelia varia är en insektsart som först beskrevs av Walker 1853.  Trichoscelia varia ingår i släktet Trichoscelia och familjen fångsländor. Inga underarter finns listade i Catalogue of Life.